# Giovanni Trapattoni
Giovanni Luciano Giuseppe Trapattoni, född 1939 i Cusano Milanino i Italien, är en italiensk fotbolltränare och före detta spelare, känd som en av de mest framgångsrika tränarna i Europas fotbollshistoria.
Trapattoni har bland annat tio ligatitlar i fyra olika länder, tre Uefacuptitlar, två Cupvinnarcup-titlar och en vinst i Europacupen.

## Biografi
Trapattoni var under 1960-talet en framgångsrik spelare i storlaget AC Milan, med bland annat seger i Europacupen för mästarlag 1963 och spel i det italienska landslaget. Efter den aktiva karriären började han som tränare och blev under 1980- och 90-talet en av de mest framgångsrika i Europa.
Trapattoni har största delen av sin tid arbetat i Italien förutom två perioder i Tyskland (där han ledde Bayern München till tre titlar) och en tid i Portugal med ligaseger för Benfica. Senare har han också coachat österrikiska Red Bull Salzburg till en ligatitel vilket gjorde honom historisk som den förste tränare att vinna ligan i fyra olika länder. 
Trapattoni efterträdde Dino Zoff som italiensk förbundskapten år 2000, en post han innehade fram till sommaren 2004. År 2008 fick han erbjudandet att ta över Irlands landslag, något han tackade ja till. Han ledde sedan sånär laget till VM-spel 2010 efter en förlust på övertid (efter ett mål som föregicks av en omdiskuterad hands på Thierry Henry) i den sista playoff-matchen mot Frankrike.

## Meriter

### Som spelare
AC Milan
- Serie A (2): 1961/62, 1967/68
- Italienska cupen (1): 1966/67
- Europacupen för mästarlag (2): 1963, 1969
- Cupvinnarcupen (1): 1967/68
- Interkontinentala cupen (1): 1969

### Som tränare/förbundskapten
Juventus
- Serie A (6): 1976/77, 1977/78, 1980/81, 1981/82, 1983/84, 1985/86
- Italienska cupen (2): 1978/79, 1982/83
- Europacupen (1): 1984/85
- Cupvinnarcupen (1): 1984
- Uefacupen (2): 1977, 1993
- Europeiska Supercupen (1): 1984
- Interkontinentala cupen (1): 1985

 Inter
- Serie A (1): 1988/89
- Uefacupen (1): 1991

 Bayern München
- Bundesliga (1): 1996/97
- Tyska cupen (1): 1997/98
- Tyska ligacupen (1): 1996/97

 Italien
- VM 2002 (åttondelsfinal)
- EM 2004 (gruppspel)

 Benfica
- Primeira Liga (1): 2004/05

 Red Bull Salzburg
- Österrikiska Bundesliga (1): 2006/07